# Луїза Адамс
Луїза Адамс (до шлюбу Джонсон; англ. Louisa Adams; 12 лютого 1775, Лондон, Велика Британія — 15 травня 1852, Вашингтон, США) — перша леді США, дружина шостого президента США Джона Квінсі Адамса, письменниця.

## Життєпис
Луїза була першою та єдиною протягом майже 200 років Першою леді, яка народилась не на території США, поки в 2017 році Першою леді не стала уродженка Словенії Меланія Трамп.
Луїза Джонсон народилась в сім'ї американського торговця Джоша Джонсона та британки Кетрін Нут-Джонсон. Її батько був родом з Меріленду і служив у консульстві США в Лондоні після 1790 року. У Луїзи було шість сестер і брат. Виросла вона у Лондоні та у Франції, де сім'я переховувалась від війни. Ще чотирирічною Луїза вперше зустріла свого майбутнього чоловіка у французькому Нанті, коли той подорожував Францією з батьком.
Одружились Джон та Луїза 26 липня 1797 року. Батько дівчини розорився за кілька місяців до весілля, тому ніякого посагу за наречену Джон Квінсі Адамс не отримав.

## Подружнє життя
Після зміни місця дипломатичного призначення Адамса, молода пара переїхала до Берліна. Тут молодий дипломат Адамс уклав мирний договір між Пруссією та США. Проте, вже у 1801 році Адамса відкликає з посади новий президент. Подружжя повертається до США, де політична кар'єра Джона змінюється науковою і знову політичною. Проте президент Медісон призначає Джона Квінсі посланцем до Росії. Пізніше, коли сім'я жила у Санкт-Пертбурзі, вони не могли уникнути фінансових проблем, бо сама лише оренда будинку обходилася Джонові Квінсі близько 1500-2000 доларів на рік. Проте такі витрати сім'я терпіла заради престижу, коли не можна було посланцю молодої держави відрізнятись від послів інших держав. У своєму щоденнику Адамс згадував, що заможні росіяни, які хотіли вести справи в Америці, пропонували йому гроші. Нічого дивного в тому не було, бо послам інших країн у Росії теж пропонували хабарі. А от відмова рішуче налаштованого Адамса викликала у місцевої знаті подив, а не захоплення. Він також, писав, у тому ж таки щоденнику про свої інші враження від Росії, де "є тільки знать і раби", а "майже для всіх представників російського суспільства характерний такий спосіб життя, коли їхні витрати перевищують їхні доходи". Проте в квітні 1814 року Джон Адамс лишає сім'ю у Санкт-Петербурзі і вирушає до міста Гент, де укладає мирну угоду з Англією. Дружина та діти повертаються до Америки в 1815 році.
Сім'я переїхала до Вашингтону, в 1817 році. Луїза запрошувала до свої вітальні дипломатів та різних відомих постатей того часу. Вечорами кожного вівторка в неї вдома грала музика, а театральні вечори, які вона влаштовувала, принесли репутацію неймовірної господині.
Пізніше, вже в 1825 році, жорсткі політичні вибори долучились до її депресії, і, хоча вона продовжувала влаштовувати свої щотижневі прийоми, все ж надавала перевагу тихим вечорам, складанню віршів та музики. Як перша леді вона впала остаточно в депресію та мало з'являлась на публіці. Проте, коли її чоловік програв наступні вибори, їхні почуття знову відродилися.
Родинне життя Адамсів складалось подекуди трагічно. Пара поховала двох синів. Джордж - старший син, адвокат, помер у 1829 році. Не встигла сім'я оговтатись, як у 1834 році помирає другий син - Джон - надійний помічник батька у президентській діяльності. І лише Чарльзу, молодшому синові, судилося дожити до 79 років, стати дипломатом і письменником.
Джон Квінсі Адамс визнавав, що "в їхньому союзі не обійшлося без випробувань", проте "вона завжди була вірною дружиною, обережною та ніжною матір'ю дітей".
Її чоловік помер у Капітолії США в 1848 році, після чого вона залишилась у Вашингтоні до своєї смерті 15 травня 1852 року у віці 77 років. Похована поряд з чоловіком.